# Gua
El gua (o anum-boso, o guan, o gwa) és una llengua guang meridional que parlen els gua que viuen a les regions Oriental i Volta de Ghana. Hi ha entre 60.200 (2003) i 79.000 parlants de gua a Ghana. El seu codi ISO 639-3 és gwx i el seu codi al glottolog és guaa1238.

## Família lingüística
El gua és una de les llengües guangs meridionals. Les altres llengües que, segons l'ethnologue i el glottolog formen part d'aquest subgrups de les llengües tanos que formen part de les Llengües nigerocongoleses, les llengües kwa són: l'awutu, el cherepon i el larteh. Totes aquestes llengües es parlen a Ghana. Segons el glottolo el cherepon i el gua formen el subgrup de les llengües gua-cherepon, que són llengües gua Hill Sud juntament amb el larteh les quals formen, juntament amb l'awutu, el grup de les llengües guangs meridionals.

## Situació geogràfica i pobles veïns
El territori gua està situat a l'est del llac Volta, a les regions Oriental i Volta de Ghana.
Segons el mapa lingüístic de Ghana de l'ethnologue, el territori gua està a la riba oriental del llac volta i té coma veïns els ewes al nord, est i sud-est i els àkans al sud. A l'oest limita amb el llac. El territori guan està a on hi ha la presa del llac Volta, just al final d'aquest.

## Dialectes i semblança amb altres llengües
Els dialectes del gua són l'anu (o anum) i el boso.

## Sociolingüística, estatus i ús de la llengua
El gua és una llengua vigorosa (EGIDS 6a): Tot i que no està estandarditzada, és parlada per persones de totes les edats i generacions tant en l'entorn de la llar com social a tots els nivells i la seva situació és sostenible. El gua no té escriptura, tot i que, segons l'ethnologue, té gramàtica. Els gua també parlen l'àkan.